# Vigra
Vigra er den største af øerne i Giske kommune lige nord for Ålesund i Møre og Romsdal fylke i Norge. Ålesund lufthavn ligger midt på øen, og er den største arbejdsplads. Andre hovederhverv er landbrug og fiskeri. Indbyggertallet var 2.179 pr 1. januar 2019. De fleste bor i Roald, Molnes og Synes. Andre stednavne er Blindheim, Blindheimsvika, Gjøsund, Rørvika, Røysa og Røsvika.
Vigra har et areal på 20 kvadratkilometer, og er relativt flad kun med småfjelde. Højeste naturlige punkt er Molnesfjellet med sine 123 meter over havet.

## Historie
Detr er gjort rige fund av gravhøje og bosætninger fra jernalderen, og lokale stednavne på øen stammer tilbage fra denne periode. Ifølge traditionen kommer Gange-Rolv og Ragnvald Mørejarl fra Vigra.
Gårdene på Vigra hørte til Gryta skipreide før 1822.
Vigra var del av Haram kommune frem til 1. januar 1890, da den blev udskilt som selvstændig kommune, Roald herred. 1. januar 1919 blev navnet ændret til Vigra herred, og i 1964 blev herrederne Vigra og Giske slået sammen til Giske kommune.

## Trafik
Vigra er forbundet til fastlandet via bro til Valderøy, som så er forbundet med den undersøiske Valderøytunnelen til Ålesund via Ellingsøy. Tunnelen åbnede i 1987, og før dette gik der bilfærge melle m Valderøy og Ålesund.
Ålesund lufthavn, Vigra (IATA: AES, ICAO: ENAL) på øen åbnede i 1958. Flyvepladsen fik ny terminalbygning og forlænget rullebane i 1986 og blev væsentligt opgraderet i 2009.

## Kultur
Vigra IL er den lokale idrætsklub på øya.
Børneskolen Vigra skole i Roald havde 200 elever i 2018/19. Skolen er oprindelig fra 1957, og fik nye bygninger i 1964 og 1991.